# Vincent Parisi
Pour les articles homonymes, voir Parisi.
Vincent Parisi est un champion du monde de ju-jitsu combat, consultant sportif et chroniqueur né le 5 octobre 1977 à Arles. Il est le fils du judoka Angelo Parisi.
Vincent Parisi commence le judo et jujitsu au Club su SEP de Pavillons-sous-Bois (93) en novembre 1998 à l'âge de 21 ans, il devient membre de l’équipe de France en 2000. En 2002 il remporte son premier titre chez les poids lourds, vainqueur de la première Coupe d'Europe individuel à Paris et devient titulaire de l’équipe de France des moins de 94 kg pour les championnats du Monde de jujitsu, combat en Uruguay à Punta del Este, et gagne la médaille de bronze. La même année il obtient son concours au brevet d'éducateur sportif de Judo Jujitsu à Montry.
Après 14 ans de haut niveau, il est consultant des Arts Martiaux et Sports de Combats. En 2008, il commence en même temps que sa carrière sportive une carrière de consultant sportif pour le groupe AB télévision et devient en 2008 le premier commentateur sportifs de MMA pour la chaîne RTL9.
Il commente au côté du journaliste Thomas Desson puis de Samyr Hamoudi. Détecté par Charles Biétry, il intègre en 2012 la chaîne de sports, beIN Sports. Il est chroniqueur dans la matinale de beIN Sport L'Expresso, tous les mercredis matin, présentée par Vanessa Le Moigne,Thomas Villechaize, Marie Portolano, François Rabiller.
Vincent Parisi crée la chronique "Le Coach' dans laquelle il initie sportifs de haut niveau, artistes et stars françaises aux arts martiaux et sports de combats, de manière ludique et pédagogique depuis 2012, puis il devient consultant pour les Jeux olympiques d'été de 2012 sur l'émission London 2012 aux côtés de Thomas Villechaize et Vanessa Lemoigne où il reprend en direct chaque soir la journée des combattants Français pour le Judo, la Boxe, la Lutte et le Taekwondo. Il devient en 2013 le consultant Judo pour tous les événements Internationaux où il retrouve son partenaire journaliste Samyr Hamoudi, il commente en direct les Grands Slam et Grands Prix de la saison et les Championnats du Monde 2013 avec Stéphane Traineau à Rio de Janeiro puis en 2014 avec Lucie Décosse. En couple depuis 2016 avec l'ancienne athlète Muriel Hurtis, il est papa d'un garçon.

## Animateur TV
- 2012 : consultant pour les jeux Olympiques 2012 dans l'émission London 2012 sur beIN Sports TV
- 2013-2015 : consultant judo sur BeIN Sports TV
- 2012-2013-2015 : Chroniqueur le Coach dans la matinale l'Expresso sur beIN Sports TV [1]
- 2011 : créateur du Fitness Fight sur Coach Club[2]
- 2008/14 : il est le premier consultant et commentateur français à la télévision pour le MMA, l'Ultimate Fighting Championship sur RTL9[3].
- 2015 : Fitness VS Stars (avec Fanny Neguesha) sur Trace Sport Stars
- 2015 : Commentateur du Bellator MMA sur RTL9
- 2016/17 : Chroniqueurs et Consultant sportif sur beiN Sports TV dans l'émission Happy Sports.
- 2019 : Participant au jeu tv  Fort Boyard sur France 2 en 2019 ( rediffusion sur France 4 le 2 février 2021 )

## Cinéma
- 2014 : 3 Days to Kill de McG : Acteur-Cascadeur Bodygard L'homme de main de Richard Sammel avec Kevin Costner.
- 2014 : Dark Web Acteur-Cascadeur "Igor". Avec Danny Glover  et Olivier Gruner : Bruno Vaussenat
- 2014 : Taken 3 Cascadeur. Avec Neeson, Liam. De Olivier Megaton : Bryan Mills.
- 2014 : Papa ou Maman Cascadeur. Avec Laurent Lafitte, Marina Foïs, Michel Vuillermoz...Réalisé par Martin Bourboulon.
- 2014 : Nos futurs Cascadeur. Avec Pierre Rochefort, Pio Marmai, Mélanie Bernier...Réalisé par Rémi Bezançon.
- 2014 : Le Transporteur 4 (The Transporter Legacy) Acteur-Cascadeur. Réalisé par Delamarre, Camille.
- 2014 : ARES, Régleur scène de combat et Coach. Acteur Cascadeur. Film de Jean-Patrick Benes, réalisateur et scénariste français.

## Palmarès

### World Combat Games - Sport Accord
- 4e, sur main cassée en 2010 à Pékin
- Ambassadeur du Jujitsu en 2013 à Saint-Pétersbourg

### Jeux Mondiaux - World Games
- Médaille de bronze lors des Jeux mondiaux 2005 à Duisbourg (Allemagne).
- Médaille de bronze lors des Jeux mondiaux 2009 à Kaohsiung (Taiwan).

### Championnats Du Monde
- Médaille d'or lors des championnats du monde 2012 à Vienne (Autriche).
- Médaille de bronze lors des championnats du monde 2011 à Cali (Colombie).
- Médaille d'argent lors des championnats du monde 2011 à Cali (Colombie).
- Médaille d'argent lors des championnats du monde 2008 à Malmö (Suède).
- Médaille de bronze lors des championnats du monde 2006 à Rotterdam (Pays-Bas).
- Médaille de bronze lors des championnats du monde 2004 à Madrid (Espagne).
- Médaille de bronze lors des championnats du monde 2002 à Punta del Este (Uruguay).

### Championnats d'Europe
- Médaille de bronze lors des championnats d'Europe 2009 au Monténégro.
- Médaille de bronze lors des  championnats d'Europe 2007 à Turin (Italie).
- Médaille de bronze lors des  championnats d'Europe 2005 à Wroclaw (Pologne).

### Coupe D'Europe Individuel
- Médaille d'or lors  de la Coupe d'Europe 2002 à Paris (France).
- Médaille d'or lors  de la Coupe d'Europe 2004 à Maribor (Slovénie).
- Médaille d'argent lors de la Coupe d'Europe 2006 à (Allemagne).
- Médaille d'or lors  de la Coupe d'Europe 2008 à Anvers (Belgique).
- Médaille d'or lors  de la Coupe d'Europe 2012 en Allemagne.

### Palmarès par Équipe
- Médaille d'or lors  de la Challenge Cup Europe 2004.
- Médaille d'or lors  de la Challenge Cup Europe 2006.
- Médaille d'or lors  de la Challenge Cup Europe 2008.
- Médaille d'or lors  de la Challenge Cup Europe 2010.
- Médaille d'or lors  de la Challenge Cup Europe 2012.

### Championnats de France
- Champion de France de judo des Entreprises Équipes Kuys, 2001/2002.

### Grappling
- Vainqueur de l’Ultimate Sambo Lutte de Belgique en + 99 kg contre Richard Werry, 2008.
- ASF 3 : défaite contre Jeff Monson par décision, 2008, Paris.
- ASF 2 : vainqueur, contre Cherif Hama par soumissions, 2007, Paris.
- ASF 1 (Absolute Submissions Fighting) : défaite contre Francis Carmont par décision, 2006, Paris.